# Víkla
Víkla (grec moderne : Βίκλα) est un village de Chypre, situé à 4 km au nord-ouest de Kelláki. Il a compté jusqu'à 59 habitants, mais a été quasiment abandonné depuis des années.